# Gran Grifón

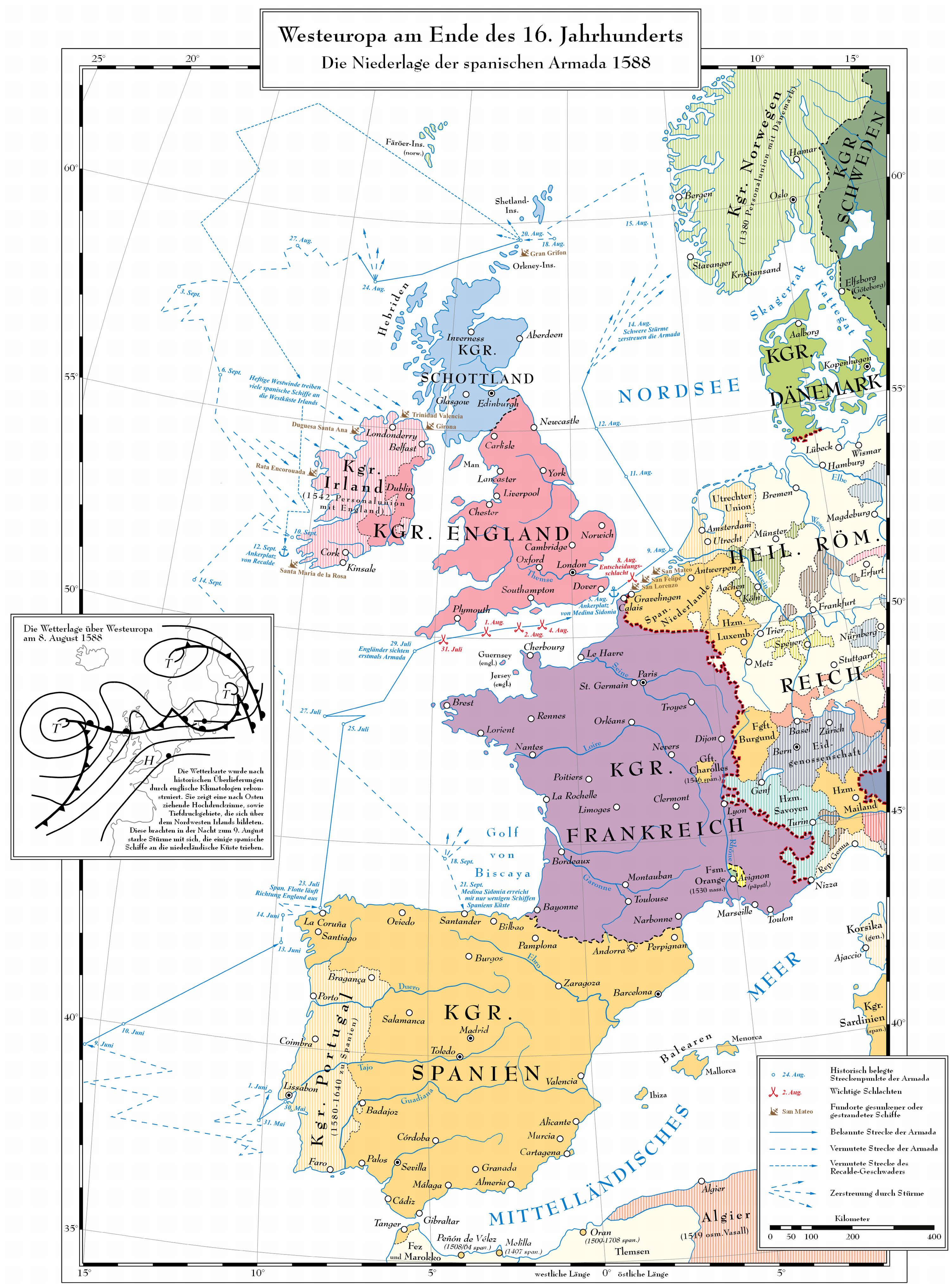
Die Fahrt der Spanischen Armada 1588

Die El Gran Grifón (auch El Gran Grifon) war ein spanisches Kriegsschiff. Es gehörte der Spanischen Armada an und sank am 28. September 1588 vor Fair Isle. Während der Fahrt der Armada führte ein Mitglied der Besatzung ein Tagebuch, das erhalten blieb und veröffentlicht wurde. Dadurch ist das Schicksal des Schiffes und der Besatzung gut dokumentiert. Das Wrack des Schiffes gehört zu den ältesten bekannten Schiffwracks vor den Shetlandinseln.

## Geschichte

### Ausrüstung als Teil der Armada
Die Gran Grifón war ursprünglich ein Handelsschiff aus Rostock. Es wurde als Holk gebaut und verdrängte 650 tons. 1588 gehörte das Schiff zur spanischen Armada, die für eine geplante Invasion Englands ausgerüstet wurde. Es wurde als Kriegsschiff mit 38 Kanonen ausgerüstet, von denen die meisten allerdings nur kleine Geschütze aus Eisen waren. Andere Kanonen waren schmiedeeiserne Geschütze, die bereits völlig veraltet waren, so dass das Schiff nur unzureichend bewaffnet war. Dennoch diente es als Flaggschiff für Admiral Don Juan Gomez de Medina, der ein Geschwader von insgesamt 23 meist in Deutschland und den Niederlanden gecharterten Handels- und Transportschiffen befehligte. Admiral Gomez de Medina wurde bereits 1633 in einer Publikation mit dem Herzog von Medina verwechselt, dem Befehlshaber der gesamten Armada. Diese Verwechslung hielt sich gelegentlich noch bis 1970. Die Besatzung des Schiffes bestand aus 43 Matrosen und 243 Soldaten. Während der Fahrt der Armada führte ein Besatzungsmitglied bis Ende Oktober 1588 ein ausführliches Tagebuch, das erhalten blieb und als Buch veröffentlicht wurde. Möglicherweise führte Admiral Medina selbst dieses Tagebuch.

### Fahrt mit dem Gros der Armada gegen England

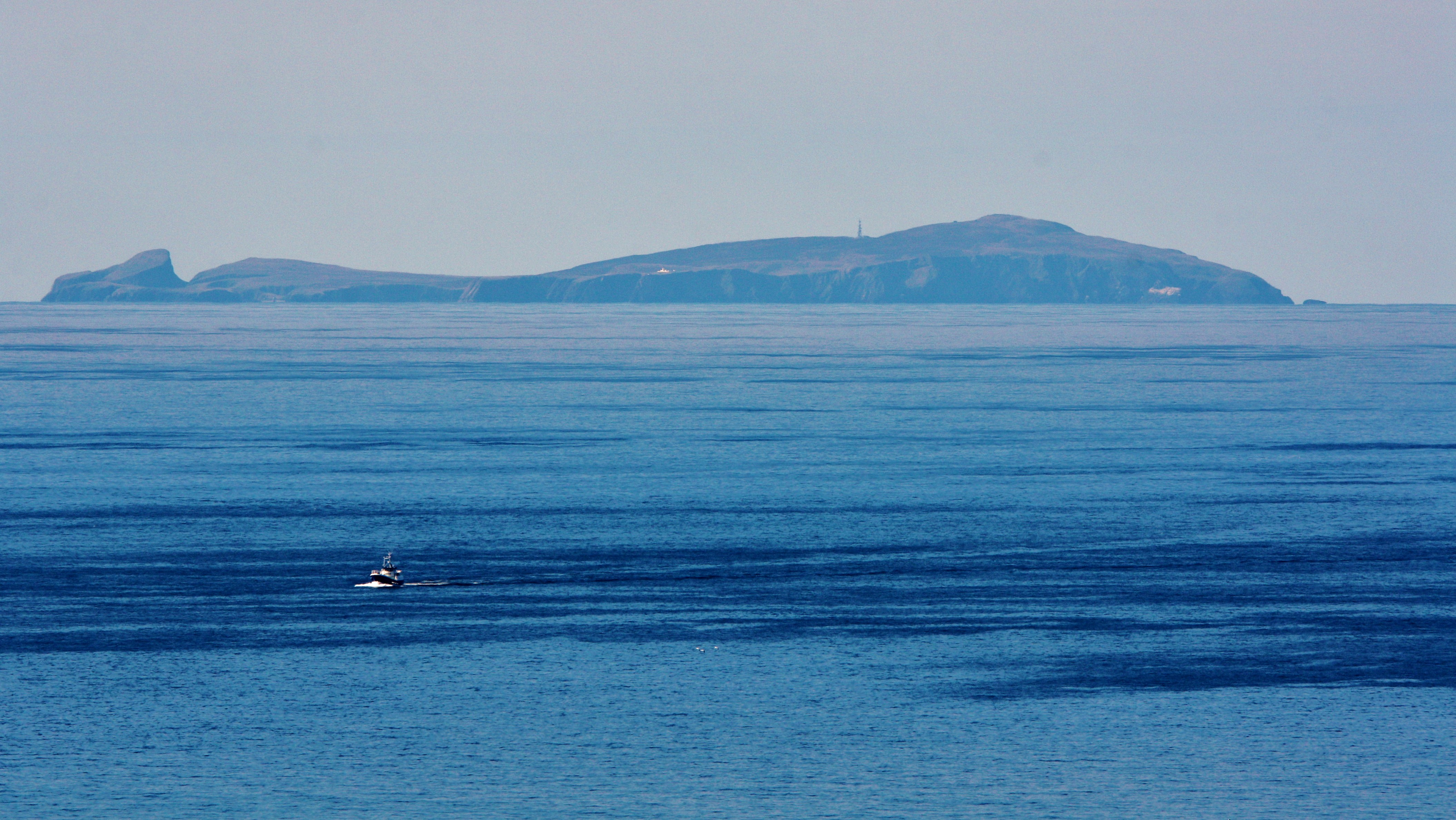
Fair Isle, wo die Gran Grifon sank, von Norden

Im Mai 1588 lief die aus 130 Schiffen bestehende Armada von Lissabon aus Richtung England aus, doch aufgrund von Verzögerungen erreichte sie erst am 31. Juli den Ärmelkanal, wo es zu ersten Kämpfen mit englischen Schiffen kam. Am 3. August 1588 war die Gran Grifón hinter dem halbmondförmig aufgestellten Gros der spanischen Schiffe zurückgefallen und wurde von mehreren englischen Schiffen angegriffen. Ein englisches Schiff, vermutlich die Revenge unter dem Kommando von Francis Drake, ging längsseits der Gran Grifón und feuerte mehrere Breitseiten auf das Schiff, dann kreuzte es knapp hinter dem Heck des Schiffes. Der Herzog von Medina sandte dem schwer beschädigten Schiff mehrere Galeassen zu Hilfe. Die Gran Grifón soll von 40 englischen Kanonenkugeln getroffen worden sein, von der Besatzung waren in dem Gefecht 60 Mann getötet und 70 verwundet worden. Damit hatte die Gran Grifón bei den Gefechten an diesem Tag von allen spanischen Schiffen die schwersten Verluste erlitten und musste von den Galeassen in Schlepp genommen werden. Dennoch gehörte das Schiff weiter zum Gros der Armada. Nach der Seeschlacht von Gravelines am 8. August segelte es mit dem spanischen Gros entlang der Ostküste Englands nach Norden, um über den Atlantischen Ozean nach Spanien zurückzukehren. In der Nacht vom 17. auf den 18. August verlor sie jedoch nördlich der Orkneyinseln den Kontakt zum Gros und blieb zusammen mit drei weiteren Schiffen zurück. Neben der Gran Grifón waren dies das große, ursprünglich venezianische Schiff La Trinidad Valencera sowie zwei kleinere Holks, die Castillo Negro und ein Schiff, das nur als „Bark aus Hamburg“ bezeichnet wurde.

### Trennung vom Gros der Armada, Irrfahrt und Untergang
Anstelle zu versuchen, die Shetlands nördlich zu umfahren, wie der Herzog von Medina befohlen hatte, versuchte das kleine Geschwader während der nächsten zwölf Tage, zwischen Orkney und Shetland nach Westen zu segeln. Am 31. August geriet die Bark aus Hamburg in Seenot und sank. Ihre 250 Mann starke Besatzung konnte gerettet und auf die verbliebenen drei Schiffe verteilt werden, doch die Ladung und Vorräte gingen mit dem Schiff unter. In der Nacht vom 1. auf den 2. September sank auch die Castillo Negro mit der gesamten Besatzung, während die Trinidad Valencera den Kontakt zur Gran Grifón verlor. Sie strandete am 16. September an der irischen Küste. Die Gran Grifón versuchte nun, alleine gegen den Wind und durch Nebel und Schneeregen behindert, nach Westen zu segeln. Sie passierte wohl die Inselgruppe St. Kilda und erreichte die Höhe der irischen Galway Bay, doch dann geriet das Schiff in einen schweren Sturm. Das Schiff nahm so viel Wasser auf, dass die Besatzung es kaum noch schaffte, den Laderaum leer zu pumpen. Daraufhin entschied der Kapitän am 17. September, zu wenden und mit dem Wind Richtung Norwegen zu segeln. Nach drei Tagen erreichten sie eine Insel vor Schottland, als der Wind drehte und nun von Nordwest kam. Erneut versuchte das Schiff nun, über das Nordende von Schottland nach Westen zu segeln. Nach drei Tagen geriet das Schiff erneut in schweren Seegang und starke Winde. Die Mannschaft versuchte, das leckende Schiff mit Planken und Ochsenhäuten abzudichten, doch am 23. September entschied sich der Kapitän, erneut zu wenden und Zuflucht in Schottland zu suchen. In der Nacht zum 26. September passierte das Schiff vermutlich Papa Westray, Sanday und North Ronaldsay, die nördlichsten Inseln der Orkneyinseln. Eine Landung vor North Ronaldsay scheiterte, und das Schiff geriet erneut in einen Sturm. Angesichts der schweren Beschädigungen wollte die Besatzung das Schiff nach Möglichkeit an Strand setzen. Am Nachmittag des 27. September erreichte das Schiff die Fair Isle, wo das Schiff in Stromshellier (auch „Stroms Heelor“), einer Bucht im Osten der Insel, vor Anker ging. An Bord waren noch 230 Mann der ursprünglichen Besatzung und 40 weitere Matrosen. Vermutlich am nächsten Morgen ging die Besatzung an Land, doch wo genau, ist umstritten, möglicherweise ging sie in der „Swartz Geo“ genannten Bucht und nicht im felsigen Stromshellier an Land. Das beschädigte Schiff wurde vermutlich durch die Gezeiten an die felsige Küste gedrückt und sank am Morgen des 28. September.

### Aufenthalt der Besatzung auf Fair Isle und Rückkehr nach Spanien
Die Besatzung hatte sich an Land retten können, doch die Männer hatten mit dem Untergang des Schiffes ihre Vorräte verloren und waren nach drei anstrengenden Versuchen, das nördliche Ende Schottlands zu umfahren, völlig erschöpft. Auf der Insel gab es zu dieser Zeit nur siebzehn Haushalte, die von Viehzucht und vom Fischfang lebten und überhaupt nicht auf die Aufnahme von weit über 200 Schiffbrüchigen eingestellt waren. Die Spanier verhielten sich trotz ihrer zahlenmäßigen Überlegenheit friedlich gegenüber den Einwohnern und bezahlten für Lebensmittel, die sie von diesen erhielten. Aufgrund des schlechten Wetters konnte bis zum 27. Oktober kein Boot die Insel verlassen, um Hilfe zu holen. Dann erst konnte ein Boot nach Mainland, der Hauptinsel der Shetlandinseln, geschickt werden. Nachdem er von der Strandung des spanischen Schiffes erfahren hatte, schickte Andrew Umphray of Berrie, der Grundbesitzer von Fair Isle, ein Schiff, das aber erst Mitte November Fair Isle erreichte. Bis zum 14. November waren von den schiffbrüchigen Spaniern etwa 50 Mann an Hunger und an ihren Verletzungen gestorben, darunter der Kapitän und der Steuermann der Gran Grifón. Sie wurden an der Südküste der Insel beigesetzt, wo die Grabhügel als „Spainnarts’ Graves“ bezeichnet werden. Der Überlieferung nach soll es auch zu Tätigkeiten zwischen den Inselbewohnern und den Spaniern gekommen sein, bei denen mehrere Spanier ermordet wurden. Dies wird aber durch das spanische Tagebuch und durch andere Berichte nicht bestätigt. Da das Tagebuch des Besatzungsmitglieds nicht weiter geführt wurde, gibt es nur ungefähre Angaben über das weitere Schicksal der Schiffbrüchigen. Das Rettungsschiff brachte sie zunächst nach Quendale im Süden von Mainland. Dort blieben sie vermutlich drei bis vier Wochen, ehe sie mit Hilfe des lokalen Adligen Malcolm Sinclair nach Anstruther in Schottland übergesetzt wurden. Admiral Medina soll 3000 Mark an Andrew Umphray für die Überfahrt gezahlt haben. Von Anstruther reisten die Spanier nach Edinburgh, wo sich insgesamt 1200 spanische Schiffbrüchige von anderen Schiffen der Armada gesammelt hatten. Die Schotten waren gegenüber den Spaniern hilfsbereit und ermöglichten ihnen, sich auf die Rückreise nach Spanien zu machen. Während Admiral Medina mit nur kleinem Gefolge früh ein Schiff bestieg, dauerte es wesentlich länger, bis der Großteil der überlebenden spanischen Seeleute und Soldaten Schiffe für die Rückreise fand.
Der Legende nach soll das typische Fair-Isle-Strickmuster von den Spaniern beeinflusst worden sein, die mit der Gran Grifón Schiffbruch erlitten hatten.

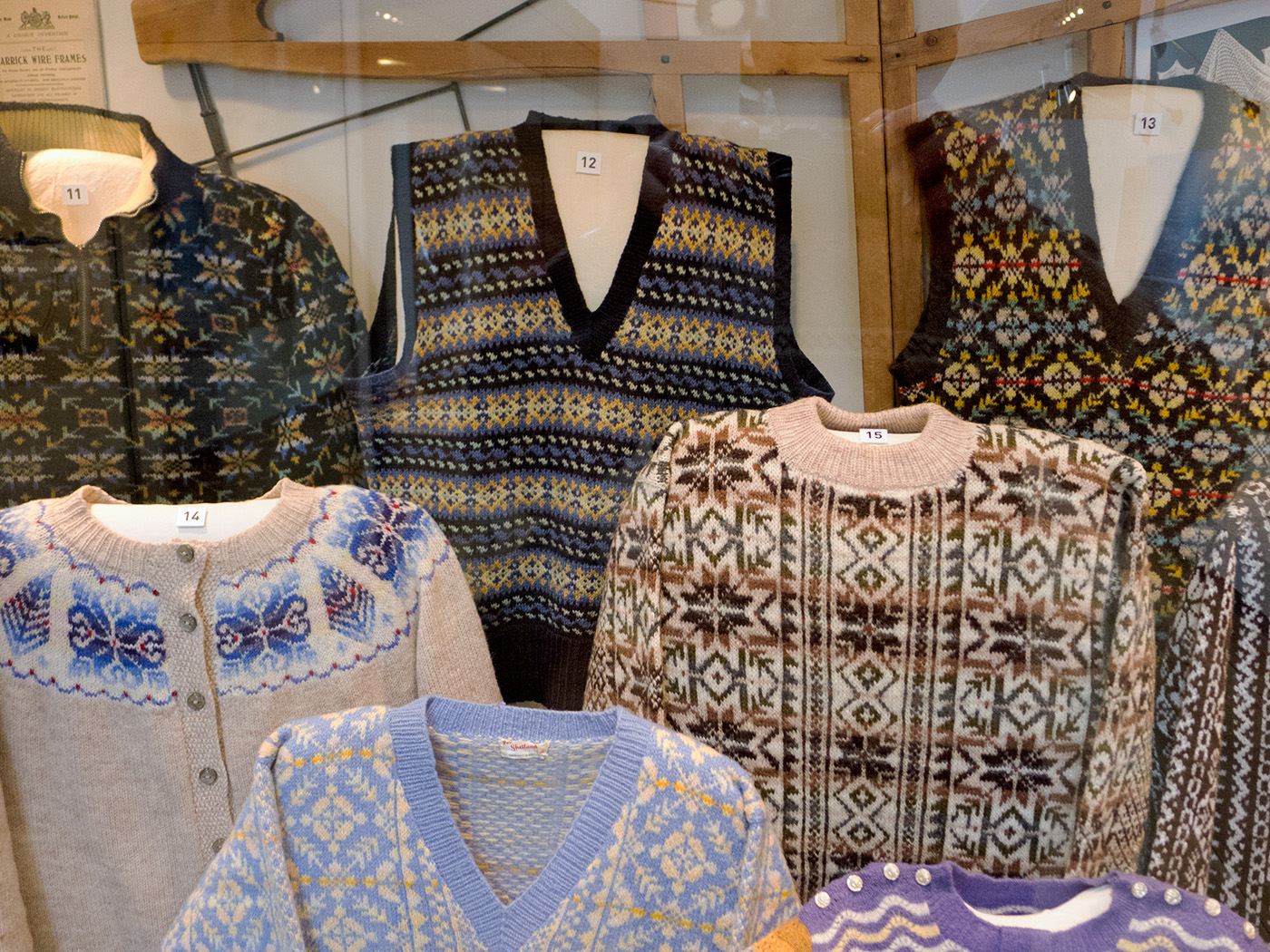
Strickwaren von der Fair Isle im Shetland Museum

## Das Wrack
Das Wrack des Schiffes liegt in etwa 10 bis 20 m tiefen Wasser in der Bucht von Stromshellier (Position 59° 30′ 57,2″ N, 1° 37′ 39,7″ W). Von 1730 bis 1740 hatte Kapitän Jacob Row aus London die offizielle Genehmigung, Gegenstände aus dem Wrack der Gran Grifón zu bergen. Seine Männer unternahmen zahlreiche Tauchgänge, doch nachdem ein Mann ertrunken war und keine Schätze gefunden worden waren, stellte Row die Tauchgänge ein. 1970 wurde das Küstengebiet um die Shetlandinseln vom „Shetland County Council“ für eine symbolische Summe von der britischen Krone gepachtet. Dadurch wurde die kommerzielle Schatzsuche in den vor den Inseln liegenden Wracks untersagt. Im selben Jahr erhielt Colin Martina aus Kelso die Genehmigung, das Wrack der El Gran Grifon archäologisch zu untersuchen. Er unternahm zusammen mit Partnern von Juli bis September 1970 mehrere Tauchgänge zum Wrack. Dabei konnten sie eine „Demi-Saker“, eine kleine Bronzekanone, sowie mehrere eiserne Kanonen bergen, darunter mehrere schmiedeeiserne Kanonen. Außerdem bargen sie Überreste von Arkebusen, Bleibarren und eine Silbermünze. Die Funde wurden vom Shetland County Museum erworben.